# Liste der Biografien/Eng
Liste der Biografien |
Portal Biografien |
Personensuche
# |
A |
B |
C |
D |
E |
F |
G |
H |
I |
J |
K |
L |
M |
N |
O |
P |
Q |
R |
S |
T |
U |
V |
W |
X |
Y |
Z |
?
 
Ea |
Eb |
Ec |
Ed |
Ee |
Ef |
Eg |
Eh |
Ei |
Ej |
Ek |
El |
Em |
En |
Eo |
Ep |
Eq |
Er |
Es |
Et |
Eu |
Ev |
Ew |
Ex |
Ey |
Ez
 
Ena |
Enb |
Enc |
End |
Ene |
Enf |
Eng |
Enh |
Eni |
Enj |
Enk |
Enl |
Enm |
Enn |
Eno |
Enq |
Enr |
Ens |
Ent |
Enu |
Env |
Enw |
Enx |
Eny |
Enz
 
Enga |
Engb |
Engd |
Enge |
Engf |
Engg |
Engh |
Engi |
Engj |
Engl |
Engm |
Engn |
Engo |
Engq |
Engr |
Engs |
Engu |
Engv |
Engw
Die Liste der Biografien führt alle Personen auf, die in der deutschsprachigen Wikipedia einen Artikel haben. Dieses ist eine Teilliste mit 10 Einträgen von Personen, deren Namen mit den Buchstaben „Eng“ beginnt.

## Eng
- Eng, Bertil (1930–2006), schwedischer Eisschnellläufer
- Eng, Esther (1914–1970), US-amerikanische Regisseurin und Gastronomin
- Eng, Franz (1928–2022), Schweizer Politiker (FDP)
- Eng, Johnny (* 1958), chinesischer Gangster
- Eng, Lawrence, koreanisch-US-amerikanischer Sozialwissenschaftler
- Eng, Martin (* 1986), norwegischer Biathlet
- Eng, Peter (1892–1939), österreichischer Karikaturist und Trickfilmzeichner
- Eng, Philipp (* 1990), österreichischer RennfahrerPhilipp Eng (* 1990)

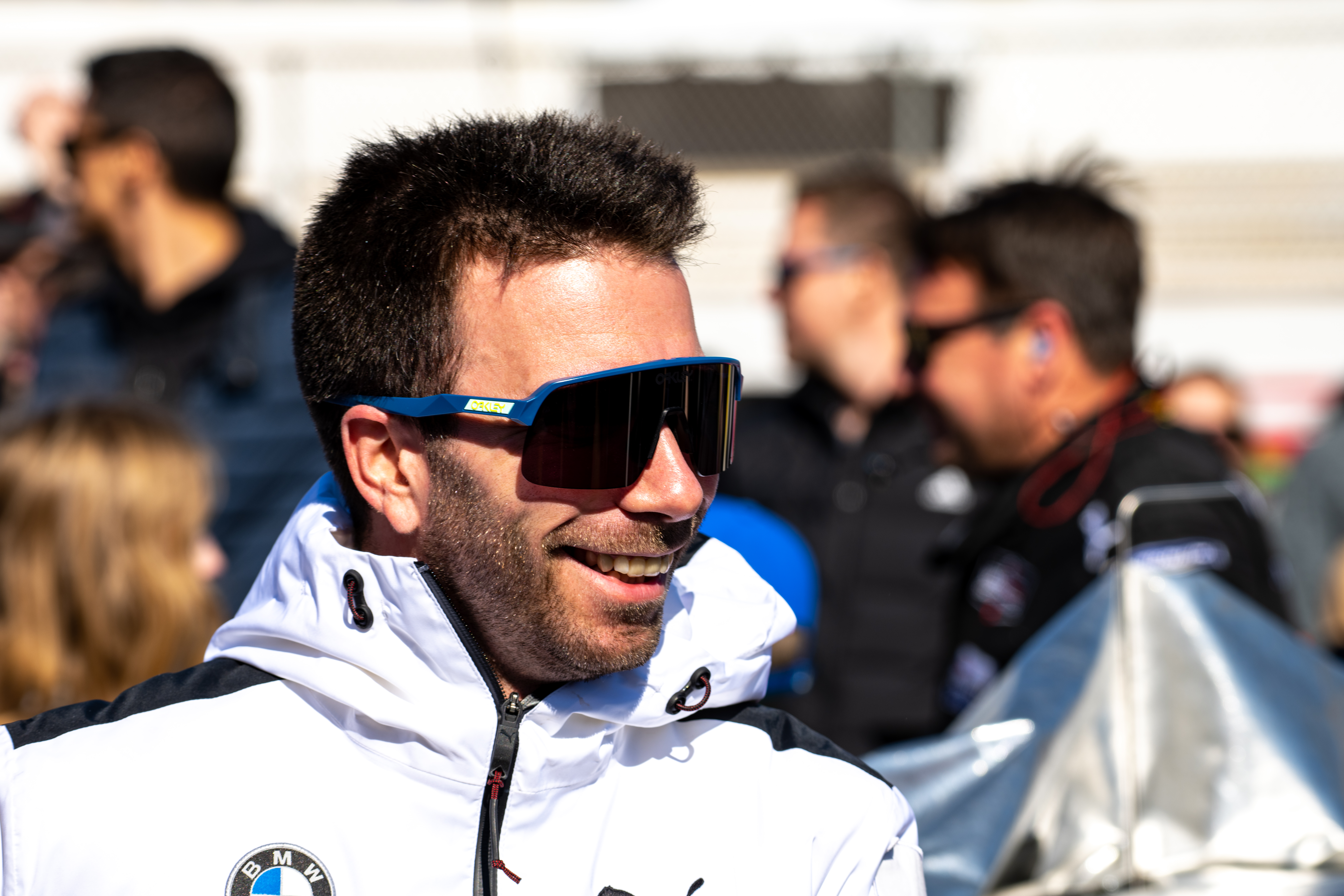
Philipp Eng (* 1990)

- Eng, Werner (* 1967), deutscher Schauspieler
- Eng-Chuan, Atchima (* 1990), thailändische Leichtathletin